# Eduardo Cantera Marino
Eduardo Cantera Marino (3 de maio de 1954) é um pesquisador brasileiro, membro titular da Academia Brasileira de Ciências na área de Ciências Físicas desde 14 de junho de 2000. É professor do Instituto de Física da UFRJ, trabalhando na área de física quantica.
Foi condecorado na Ordem Nacional do Mérito Científico.